# 10729 Tsvetkova
10729 Tsvetkova este un asteroid din centura principală, descoperit pe 4 septembrie 1987, de Liudmila Juravliova.